# Ver para leer
Ver para leer fue un programa televisivo argentino dedicado a la literatura y producido por Telefe Contenidos. Es presentado por Juan Sasturain, con la colaboración especial de Fabián Arenillas. Se emitió los domingos a la medianoche por Telefe y los viernes en la noche después de las noticias de la 20 por Telefe Internacional.
El programa cuenta con la dirección de Federico Huber, y está escrito por Juan Sasturain, Sonia Jalfin y Juan Sklar. Su coordinadora de producción es Roxana Briski.

## Premios
- Martín Fierro 2007
  - Mejor programa cultural

- Premio Fund TV 2008
- Premio Fund TV extraordinario
- Premios Clarín Espectáculos 2008: Mejor programa periodístico
- Martín Fierro 2008: Cultural

## Temática

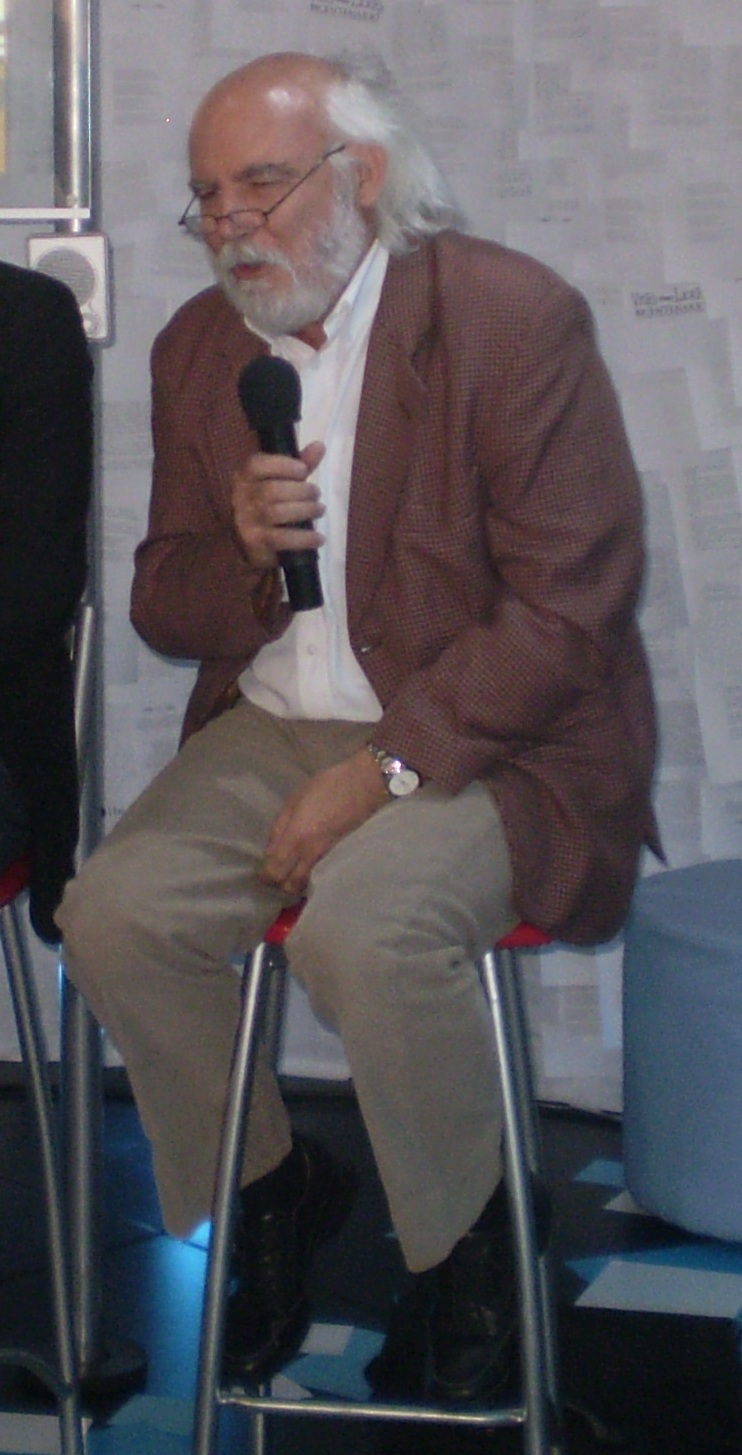
Juan Sasturain, creador y conductor del programa.

En el programa se plantean diversas situaciones conflictivas en las que Juan Sasturain debe participar para solucionarlas. Para hacerlo, recorre el fantástico mundo de la literatura en todos sus ámbitos y géneros, muestra libros y comparte temáticas de ellos. A su vez, en cada ocasión se debe recurrir a un tercero (al cual le realizan una breve entrevista) en busca de ayuda. Juan está acompañado de su amigo, Fabián Arenillas que encarna a los distintos personajes que lo auxilian o que le plantean la situación de cada programa.
La tercera temporada, se basó en viajes que hizo Juan por diferentes ciudades de la Argentina (como La Plata, Rosario y Córdoba, entre otras)
El proyecto en su cuarta y última temporada, trató fundamentalmente acerca de la Argentina y su historia en conmemoración de los 200 años de la Revolución de Mayo.